# Monochamus sartor
Monochamus sartor es una especie de escarabajo longicornio del género Monochamus, familia Cerambycidae. Fue descrita científicamente por Fabricius en 1787.
Esta especie se encuentra en varios países de Europa.

## Subspecies
- Monochamus sartor urussovii (Fischer von Waldheim, 1806)
- Monochamus sartor sartor (Fabricius, 1787)